# Список послов СССР и России в Непале
В статье представлен список послов СССР и России в Непале.
- 5 июня — 9 июля 1956 г. — установлены дипломатические отношения. До 24 апреля 1959 г. отношения осуществлялись через посольство СССР в Индии.

## Список послов
| Срок полномочий                    | Посол                                | Годы жизни | Вручение верительных грамот | Комментарии         |
| ---------------------------------- | ------------------------------------ | ---------- | --------------------------- | ------------------- |
| СССР                               |                                      |            |                             |                     |
| 5 февраля 1957 — 26 октября 1957   | Михаил Алексеевич Меньшиков          | 1902—1976  | 10 марта 1957               | По совместительству |
| 26 октября 1957 — 27 июня 1959     | Пантелеймон Кондратьевич Пономаренко | 1902—1984  | 9 февраля 1958              | По совместительству |
| 27 июня 1959 — 20 июля 1965        | Евгений Григорьевич Забродин         | 1907—1989  | 4 октября 1959              |                     |
| 20 июля 1965 — 10 ноября 1970      | Григорий Никифорович Дзюбенко        | 1914—1979  | 20 октября 1965             |                     |
| 10 ноября 1970 — 26 мая 1975       | Борис Ефремович Кирнасовский         | 1918—1986  | 4 января 1971               |                     |
| 26 мая 1975 — 17 сентября 1979     | Камо Бабиевич Удумян                 | 1927—2011  | 18 июля 1975                |                     |
| 17 сентября 1979 — 12 июня 1985    | Абдулрахман Халилович Везиров        | 1930—2022  | 7 декабря 1979              |                     |
| 12 июня 1985 — 22 июня 1988        | Геннадий Константинович Щеглов       | 1928—      |                             |                     |
| 22 июня 1988 — 14 сентября 1990    | Кенеш Нурматович Кулматов            | 1934—      |                             |                     |
| 14 сентября 1990 — 25 декабря 1991 | Феликс Николаевич Строк              | 1931—2022  |                             |                     |
| Российская Федерация               |                                      |            |                             |                     |
| 25 декабря 1991 — 31 декабря 1992  | Феликс Николаевич Строк              | 1931—2022  |                             |                     |
| 31 декабря 1992 — 1 сентября 1997  | Александр Михайлович Кадакин         | 1949—2017  |                             |                     |
| 1 сентября 1997 — 24 июля 2001     | Владимир Васильевич Иванов           | 1952—      |                             |                     |
| 24 июля 2001 — 3 марта 2005        | Валерий Вартанович Назаров           | 1941—2022  |                             |                     |
| 3 марта 2005 — 8 ноября 2010       | Андрей Леонидович Трофимов           | 1945—      |                             |                     |
| 8 ноября 2010 — 14 сентября 2015   | Сергей Васильевич Величкин           | 1949—      |                             |                     |
| 14 сентября 2015 — 10 августа 2018 | Андрей Сергеевич Будник              | 1953—2018  | 29 февраля 2016             |                     |
| 5 июля 2019 — наст. время          | Алексей Алексеевич Новиков           | 1960—      | 12 августа 2019             |                     |